# Україна на Чемпіонаті світу з легкої атлетики 2017
Україна на Чемпіонаті світу з легкої атлетики 2017, що проходив з 4 по 13 серпня 2017 року в Лондоні (Велика Британія), була представлена командою у складі 46 спортсменів (16 чоловіків та 30 жінок).
Попередній склад збірної був затверджений Виконавчим комітетом ФЛАУ у складі 44 атлетів. Згодом ще четверо атлетів були додані до складу збірної.Проте, 2 серпня 2017 року Виконавчий комітет ФЛАУ, у зв'язку з порушенням проти Ольги Земляк (яка мала виступати в бігу на 400 метрів та естафеті 4х400 метрів) та Олесі Повх (100 метрів та естафета 4х100 метрів) дисциплінарних проваджень ІААФ, ухвалив рішення виключити їх зі складу офіційної делегації для участі в чемпіонаті світу.

## Кваліфікаційні нормативи
Крім кваліфікаційних нормативів ІААФ, для попадання на чемпіонат світу українські легкоатлети мали також слідувати внутрішнім нормативам відбору, затвердженим Федерацією легкої атлетики України.
Зокрема, ФЛАУ замість періоду з 1 жовтня 2016 року до 23 липня 2017 року для досягнення кваліфікаційних результатів українським атлетам у всіх дисциплінах (крім марафонського бігу, спортивної ходьби та багатоборств) був відведений період з 1 травня до 23 липня 2017 року. Щодо марафонського бігу, спортивної ходьби та багатоборств, термін початку кваліфікаційного періоду був наближений з 1 січня до 1 березня 2016 року.

## Медалісти
| Медаль | Спортсмени           | Дисципліна       | Дата           |
| ------ | -------------------- | ---------------- | -------------- |
|        | Юлія Левченко (Київ) | Стрибки у висоту | 12 серпня 2017 |

## Результати

### Чоловіки

#### Бігові види та спортивна ходьба
| Дисципліна                           | Спортсмени                       | SB перед чемпіонатом | Забіги           | Забіги                             | Півфінал                         | Півфінал                           | Фінал                            | Фінал                              |
| Дисципліна                           | Спортсмени                       | SB перед чемпіонатом | Час              | Загальне місце (загалом учасників) | Час                              | Загальне місце (загалом учасників) | Час                              | Загальне місце (загалом учасників) |
| ------------------------------------ | -------------------------------- | -------------------- | ---------------- | ---------------------------------- | -------------------------------- | ---------------------------------- | -------------------------------- | ---------------------------------- |
| 200 м                                | Сергій Смелик (Київ)             | 20,42 (-1,3 м/с)     | 20,58 (-0,5 м/с) | 23 (з 46)                          | До наступного раунду не потрапив | До наступного раунду не потрапив   | До наступного раунду не потрапив | До наступного раунду не потрапив   |
| Марафон                              | Ігор Олефіренко (Київська обл.)  | 2:15.52              | не проводяться   | не проводяться                     | не проводяться                   | не проводяться                     | 2:15.34 SB                       | 18 (з 98)                          |
| Ігор Русс (Київ)                     | 2:18.05                          | 2:17.01 SB           | не проводяться   | не проводяться                     | не проводяться                   | не проводяться                     | 27 (з 98)                        |                                    |
| Юрій Русюк (Волинська обл.)          | відсутній                        | 2:18.54 SB           | не проводяться   | не проводяться                     | не проводяться                   | не проводяться                     | 36 (з 98)                        |                                    |
| Ходьба 20 км                         | Руслан Дмитренко (Донецька обл.) | 1:22.35              | не проводяться   | не проводяться                     | не проводяться                   | не проводяться                     | 1:22.26 SB                       | 27 (з 64)                          |
| Іван Лосев (Волинська обл.)          | 1:23.13                          | 1:23.03 SB           | не проводяться   | не проводяться                     | не проводяться                   | не проводяться                     | 32 (з 64)                        |                                    |
| Сергій Будза (Київська обл.)         | 1:23.26 PB                       | 1:29.25              | не проводяться   | не проводяться                     | не проводяться                   | не проводяться                     | 55 (з 64)                        |                                    |
| Ходьба 50 км                         | Іван Банзерук (Волинська обл.)   | 3:48.15              | не проводяться   | не проводяться                     | не проводяться                   | не проводяться                     | 3:49.49                          | 19 (з 48)                          |
| Ігор Главан (Сумська обл.)           | 3:48.38                          | 3:41.42 SB           | не проводяться   | не проводяться                     | не проводяться                   | не проводяться                     | 4 (з 48)                         |                                    |
| Мар'ян Закальницький (Київська обл.) | 3:53.50 PB                       | 3:57.29              | не проводяться   | не проводяться                     | не проводяться                   | не проводяться                     | 27 (з 48)                        |                                    |

#### Технічні види
| Дисципліна                        | Спортсмени                          | SB перед чемпіонатом | Кваліфікація      | Кваліфікація                       | Фінал                 | Фінал                              |
| Дисципліна                        | Спортсмени                          | SB перед чемпіонатом | Результат         | Загальне місце (загалом учасників) | Результат             | Загальне місце (загалом учасників) |
| --------------------------------- | ----------------------------------- | -------------------- | ----------------- | ---------------------------------- | --------------------- | ---------------------------------- |
| Висота                            | Богдан Бондаренко (Харківська обл.) | 2,32 м               | 2,31 м            | 2 (з 27)                           | 2,25 м                | 9 (з 12)                           |
| Андрій Проценко (Херсонська обл.) | 2,30 м                              | 2,29 м               | 13 (з 27)         | До фіналу не потрапив              | До фіналу не потрапив |                                    |
| Жердина                           | Владислав Малихін (Київська обл.)   | 5,70 м PB            | 5,60 м            | 17 (з 29)                          | До фіналу не потрапив | До фіналу не потрапив              |
| Довжина                           | Сергій Никифоров (Київська обл.)    | 8,18 м i PB          | 7,47 м (-1,1 м/с) | 30 (з 32)                          | До фіналу не потрапив | До фіналу не потрапив              |
| Молот                             | Сергій Регеда (Київська обл.)       | 76,92 м PB           | 71,53 м           | 25 (з 32)                          | До фіналу не потрапив | До фіналу не потрапив              |

#### Багатоборство
| Десятиборство           | Олексій Касьянов (Запорізька обл.) | 8281 | 8234 | 6 (з 34) |                   |            |           |          |                  |            |           |         |         |
| результат               | 10,77 (-0,7 м/с)                   | 8281 | 8234 | 6 (з 34) | 7,28 м (-1,1 м/с) | 14,99 м SB | 2,02 м SB | 48,64 SB | 14,05 (-0,1 м/с) | 48,79 м SB | 4,70 м SB | 50,82 м | 4.33,86 |
| місце у виді (загальне) | 7 (7)                              | 8281 | 8234 | 6 (з 34) | 19 (11)           | 8 (7)      | 10 (7)    | 11 (7)   | 4 (5)            | 2 (3)      | 13 (4)    | 21 (8)  | 6 (6)   |
| очки                    | 912                                | 8281 | 8234 | 6 (з 34) | 881               | 789        | 822       | 878      | 968              | 845        | 819       | 601     | 719     |

### Жінки

#### Бігові види та спортивна ходьба
| Дисципліна                          | Спортсменки | SB перед чемпіонатом                                                      | Забіги           | Забіги                             | Півфінал                          | Півфінал                           | Фінал                             | Фінал                              |
| Дисципліна                          | Спортсменки | SB перед чемпіонатом                                                      | Час              | Загальне місце (загалом учасників) | Час                               | Загальне місце (загалом учасників) | Час                               | Загальне місце (загалом учасників) |
| ----------------------------------- | --- | ------------------------------------------------------------------------- | ---------------- | ---------------------------------- | --------------------------------- | ---------------------------------- | --------------------------------- | ---------------------------------- |
| 200 м                               | Яна Качур (Київ) | 23,20 PB (1,3 м/с)                                                        | 23,47 (-0,1 м/с) | 24 (з 46)                          | До наступного раунду не потрапила | До наступного раунду не потрапила  | До наступного раунду не потрапила | До наступного раунду не потрапила  |
| 400 м                               | Анастасія Бризгіна (Запорізька обл.)                                                                                     | 51,89 PB                                                                  | 52,26            | 27 (з 46)                          | До наступного раунду не потрапила | До наступного раунду не потрапила  | До наступного раунду не потрапила | До наступного раунду не потрапила  |
| 800 м                               | Ольга Ляхова (Полтавська обл.)                                                                                           | 1.59,84                                                                   | 2.02,07          | 26 (з 45)                          | До наступного раунду не потрапила | До наступного раунду не потрапила  | До наступного раунду не потрапила | До наступного раунду не потрапила  |
| 5000 м                              | Юлія Шматенко (Харківська обл.)                                                                                          | 15.22,85 PB                                                               | 16.40,36         | 32 (з 32)                          | не проводиться                    | не проводиться                     | До наступного раунду не потрапила | До наступного раунду не потрапила  |
| 100 м з/б                           | Анна Плотіцина (Київська обл.)                                                                                           | 12,89 PB (0,9 м/с)                                                        | 13,01 (-0,6 м/с) | 18 (з 40)                          | 13,08 (0,2 м/с)                   | 16 (з 24)                          | До фіналу не потрапила            | До фіналу не потрапила             |
| 400 м з/б                           | Олена Колесниченко (Вінницька обл.)                                                                                      | 55,50                                                                     | 56,88            | 28 (з 39)                          | До наступного раунду не потрапила | До наступного раунду не потрапила  | До наступного раунду не потрапила | До наступного раунду не потрапила  |
| Вікторія Ткачук (Донецька обл.)     | 56,07 | 57,05                                                                     | 31 (з 39)        | До наступного раунду не потрапила  | До наступного раунду не потрапила | До наступного раунду не потрапила  | До наступного раунду не потрапила |                                    |
| 3000 м з/п                          | Марія Шаталова (Житомирська обл.)                                                                                        | 9.36,56                                                                   | 9.54,21          | 29 (з 41)                          | не проводиться                    | не проводиться                     | До фіналу не потрапила            | До фіналу не потрапила             |
| Марафон                             | Вікторія Хапіліна (Рівненська обл.)                                                                                      | відсутній                                                                 | не проводяться   | не проводяться                     | не проводяться                    | не проводяться                     | DNF                               | -                                  |
| Дар'я Михайлова (Київська обл.)     | 2:35.55 PB | 2:41.29                                                                   | не проводяться   | не проводяться                     | не проводяться                    | не проводяться                     | 44 (з 91)                         |                                    |
| Тетяна Вернигор (Харківська обл.)   | 2:38.48 PB | 2:43.12                                                                   | не проводяться   | не проводяться                     | не проводяться                    | не проводяться                     | 48 (з 91)                         |                                    |
| Ходьба 20 км                        | Інна Кашина (Сумська обл.)                                                                                               | 1:30.11 PB                                                                | не проводяться   | не проводяться                     | не проводяться                    | не проводяться                     | 1:31.24                           | 20 (з 60)                          |
| Надія Боровська (Волинська обл.)    | 1:30.26 | DQ R230.6(a)                                                              | не проводяться   | не проводяться                     | не проводяться                    | не проводяться                     | -                                 |                                    |
| Валентина Мирончук (Волинська обл.) | 1:35.22 PB | 1:33.59 PB                                                                | не проводяться   | не проводяться                     | не проводяться                    | не проводяться                     | 32 (з 60)                         |                                    |
| 4x100 м                             | Аліна Калістратова (Харківська обл.) Єлизавета Бризгіна (Луганська обл.) Яна Качур (Київ) Анна Плотіцина (Київська обл.) | 43,09 (Олеся Повх, Христина Стуй, Яна Качур, Єлизавета Бризгіна)          | 43,77            | 11 (з 15)                          | не проводиться                    | не проводиться                     | До фіналу не потрапила            | До фіналу не потрапила             |
| 4x400 м                             | Катерина Климюк (Рівненська обл.) Ольга Бібік (Київ) Тетяна Мельник (Київ) Анастасія Бризгіна (Запорізька обл.)          | 3.28,02 (Катерина Климюк, Ольга Ляхова, Анастасія Бризгіна, Ольга Земляк) | 3.31,84          | 12 (з 16)                          | не проводиться                    | не проводиться                     | До фіналу не потрапила            | До фіналу не потрапила             |

#### Технічні види
| Дисципліна                              | Спортсменки                             | SB перед чемпіонатом | Кваліфікація      | Кваліфікація                       | Фінал                  | Фінал                              |                        |
| Дисципліна                              | Спортсменки                             | SB перед чемпіонатом | Результат         | Загальне місце (загалом учасників) | Результат              | Загальне місце (загалом учасників) |                        |
| --------------------------------------- | --------------------------------------- | -------------------- | ----------------- | ---------------------------------- | ---------------------- | ---------------------------------- | ---------------------- |
| Висота                                  | Оксана Окунєва (Миколаївська обл.)      | 1,97 м               | 1,89 м            | 20 (з 30)                          | До фіналу не потрапила | До фіналу не потрапила             |                        |
| Юлія Левченко (Київ)                    | 1,97 м PB                               | 1,92 м               | 1 (з 30)          | 2,01 м PB                          | (з 12)                 |                                    |                        |
| Ірина Геращенко (Київ)                  | 1,95 м PB                               | 1,89 м               | 13 (з 30)         | До фіналу не потрапила             | До фіналу не потрапила | До фіналу не потрапила             |                        |
| Жердина                                 | Марина Килипко (Харківська обл.)        | 4,60 м               | 4,20 м            | 24 (з 31)                          | До фіналу не потрапила | До фіналу не потрапила             |                        |
| Довжина                                 | Марина Бех (Хмельницька обл.)           | 6,71 м i             | 6,36 м (-0,4 м/с) | 18 (з 30)                          | До фіналу не потрапила | До фіналу не потрапила             | До фіналу не потрапила |
| Диск                                    | Наталя Семенова (Донецька обл.)         | 64,09 м              | 55,83 м           | 25 (з 30)                          | До фіналу не потрапила | До фіналу не потрапила             |                        |
| Молот                                   | Ірина Климець (Волинська обл.)          | 72,53 м PB           | 64,20 м           | 29 (з 32)                          | До фіналу не потрапила | До фіналу не потрапила             |                        |
| Альона Шамотіна (Дніпропетровська обл.) | 72,37 м PB                              | 64,88 м              | 25 (з 32)         | До фіналу не потрапила             | До фіналу не потрапила |                                    |                        |
| Ірина Новожилова (Херсонська обл.)      | 71,18 м                                 | 66,02 м              | 23 (з 32)         | До фіналу не потрапила             | До фіналу не потрапила |                                    |                        |
| Спис                                    | Ганна Гацько-Федусова (Запорізька обл.) | 60,48 м              | 51,90 м           | 30 (з 31)                          | До фіналу не потрапила | До фіналу не потрапила             | До фіналу не потрапила |

#### Багатоборство
| Семиборство             | Аліна Шух (Київська обл.) | 6208 PB | 6075 | 14 (з 33) |        |         |         |         |         |         |
| результат               | 14,32 PB                  | 6208 PB | 6075 | 14 (з 33) | 1,83 м | 13,75 м | 26,59   | 5,85 м  | 52,93 м | 2.15,84 |
| місце у виді (загальне) | 29 (29)                   | 6208 PB | 6075 | 14 (з 33) | 6 (16) | 11 (16) | 30 (25) | 24 (25) | 3 (16)  | 16 (14) |
| очки                    | 934                       | 6208 PB | 6075 | 14 (з 33) | 1016   | 777     | 746     | 804     | 917     | 881     |

## Оцінка виступу збірної
На чемпіонаті світу в Лондоні збірна України встановила новий «антирекорд» — 15 очок в командному заліку. До цього попередня найменша кількість очок (29) була отримана на чемпіонаті світу 2009 року. Також у Лондоні лише троє українських легкоатлетів (Юлія Левченко, Ігор Главан та Олексій Касьянов) принесли очки до командного заліку нашої збірної, що також стало новим «антирекордом». До цього на кожному попередньому чемпіонаті таких було не менше семи.
Офіційна оцінка виступу збірної України на чемпіонаті світу в Лондоні була надана 6 вересня на засіданні виконавчого комітету ФЛАУ. Так, робота тренерського штабу по групі стрибків, багатоборств та витривалості була визнана задовільною, а спринту та метань — незадовільною.